# Taikai Uemoto
Taikai Uemoto (født 1. juni 1982) er en japansk fodboldspiller.
Han har spillet for flere forskellige klubber i sin karriere, herunder Júbilo Iwata, Oita Trinita, Cerezo Osaka, Vegalta Sendai, V-Varen Nagasaki og Kagoshima United FC.